# Paul Connaughton senior
Paul Connaughton (* 6. Juni 1944 in Mountbellew, County Galway, Irland) ist ein ehemaliger irischer Landwirt und Politiker der Fine Gael. Sein Sohn Paul Connaughton junior und seine Tochter Sinead Connaughton sind oder waren ebenfalls politisch aktiv.
Connaughton machte seinen Abschluss am Mountbellew Agricultural College. 1975 versuchte er erstmals bei einer Nachwahl im Wahlkreis Galway North-East, einen Sitz im Dáil Éireann zu erreichen. Auch beim Versuch 1977 blieb er erfolglos. Stattdessen wurde er über die Landwirtschaftsliste in den Seanad Éireann gewählt. Dort blieb er bis 1981. Zeitgleich war er von 1979 bis 1985 und dann wieder von 1991 bis 2003 im Galway County Council vertreten. 
Bei den Wahlen zum Dáil Éireann 1981 war er dann im Wahlkreis Galway East erfolgreich und zog als Teachta Dála in den Dáil Éireann ein. Diesen Sitz konnte er bis 2011 verteidigen. Zu den Wahlen 2011 trat er nicht mehr an.
Am 16. Dezember 1982 wurde Connaughton von Garret FitzGerald zum Staatsminister für Agrarstruktur und Landentwicklung im Agrarministerium ernannt. Mit dem Ende der Regierung FitzGerald II schied auch Connaughton aus der Regierung aus. 